# René de Bouillé (gouverneur)
Pour les articles homonymes, voir René de Bouillé et Bouillé.

Armes des Bouillé : D'argent à la fasce de gueules frettée de sable, accompagnée de deux burelles de gueules.

René de Bouillé, militaire français, marquis de Lavardin, seigneur du Rocher, de Chantelou, du Pavillon, de Vendosme, de Lernay, de la Blanchardière, conseiller du roi en ses conseils d'état et privé, capitaine de cinquante hommes d'armes de ses ordonnances. Il est Gouverneur pour Sa Majesté du Comté de Laval.

## Biographie
La famille de Bouillé est une famille mayennaise dont la notoriété couvrit surtout le XVIe siècle et le XVIIe siècle. Il joua un grand rôle dans les guerres de l'époque. 
René de Bouillé, est le fils de René de Bouillé et de Renée de Laval. Il épouse en premières noces de Louise de Beaumanoir, dont il n'eut point d'enfants. Il épouse en en secondes noces Jacqueline de la Guiche de Saint-Géran, fille de Jean-François de La Guiche. De ce mariage sortit Léonore Renée de Bouillé, fille unique, mariée en 1646 à Henry de Daillon, comte puis duc du Lude.
Il fait ériger la terre de Bouillé en marquisat ou, du moins, prit le nom de marquis de Bouillé. On le nommait dans le pays : "le grand roi de la Charnie". Vivant à une époque de paix relative, il n'eut pas l'occasion de se signaler comme son père et son oncle Claude, mais bénéficia de leurs services, qui furent récompensés en sa personne par des titres et des faveurs. Le marquisat fut créé pour lui, il fut conseiller d'État et d'épée, capitaine de 50 hommes d'armes, chevalier de l'ordre du roi, député de la noblesse aux États de Sens (1614) et de Paris (1615), gouverneur du Comté de Laval (de 1614 à 1644).
Il vend le 1er juin 1620 à Jean, son frère, ses droits à la succession de François de Bouillé.
Vers 1624, à titre d'échange, René de Bouillé obtint de  René Ier Fouquet de la Varenne, gouverneur d'Angers, baron de Sainte-Suzanne, la chastellenie de Mezengé… subjects, hommages, services, cens, rentes et debvoirs et tous droits et prérogatives qui en dépendent… sur la forest, landes et consents de Langey… et ès paroisses de Mezengé, Jublains et Neau ;… et la féodalité sur les fiefs de Jennes ( ?) qui s'estendent en Esvron et Neau ; plus cent boisseaux d'avoyne dus par aucun des subjects de Chellé pour raison des usaiges qui leur ont esté concédés à cette charge. Au corps de laquelle chastellenie de Mézengé demeureront annexéz la terre et seigneurye du Rocher et autres terres et fiefs et dommaines qui en relèvent.. Cette situation se continua jusqu'à la Révolution française.
Il meurt le 24 novembre 1647 au château du Rocher, demandant que son corps soit porté dans le caveau de l'église de Torcé, et son cœur déposé dans la chapelle Saint-Étienne, près du tombeau de sa mère.

## La légende de laDame verte

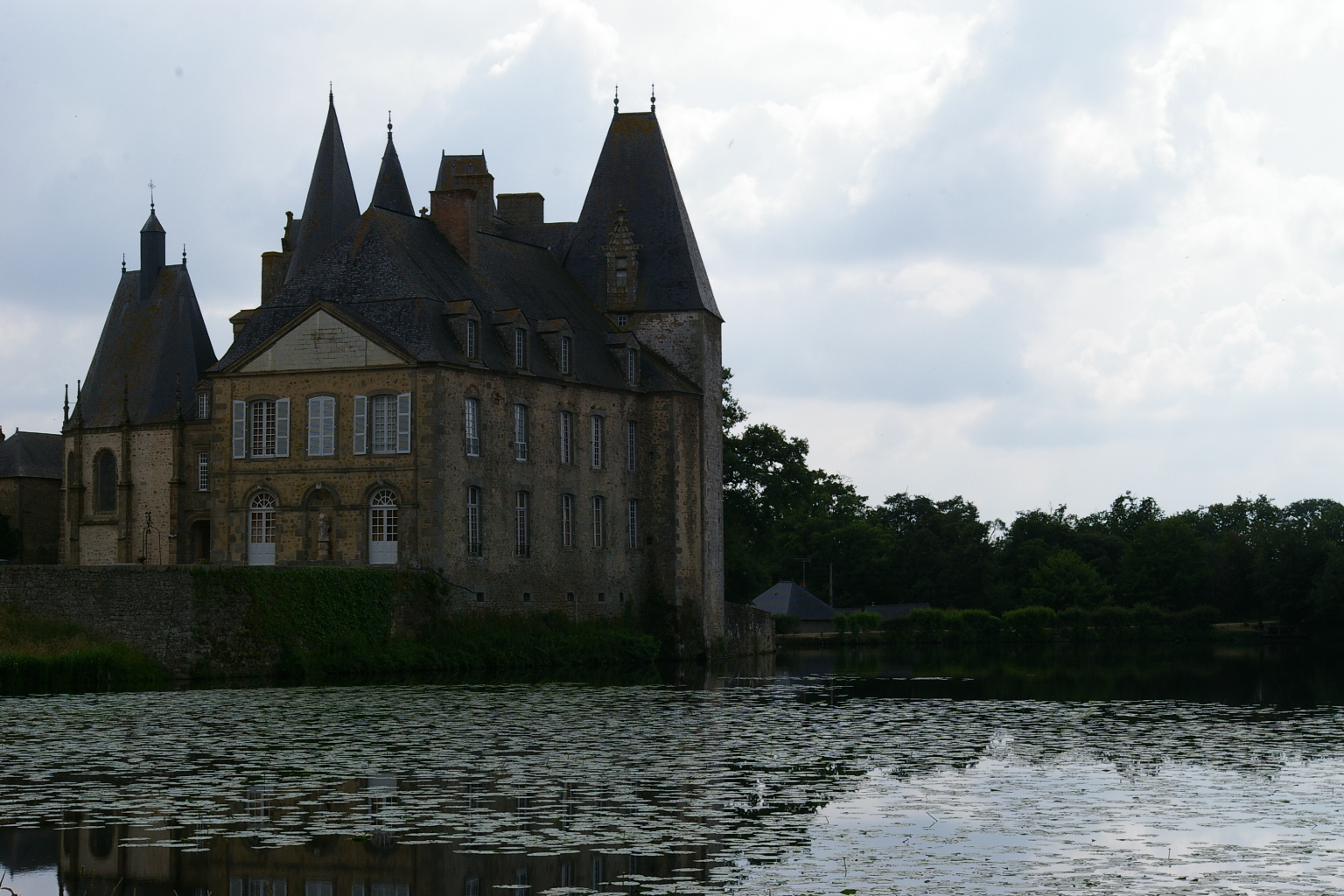
Le château et son étang au crépuscule

Éléonore-Renée de Bouillé, seule héritière d'une immense fortune, épousa en 1644 Henri de Daillon, marquis d'Illiers, fils du comte du Lude, dont elle n'eut pas d'enfants. Éléonore (†1681) est l'une des plus célèbres figures de la famille de Bouillé. Elle est célèbre pour ses excentricités masculines allant peu à la cour elle passait son temps au château de la Muette, ne s'occupant que de chasse, de chevaux et de chiens. Ayant hérité de son père d'immenses terres et d'une autorité qui l'avait fait surnommer le grand roi de la Charnie. 
Mentionnée dans la correspondance de Madame de Sévigné, elle paraît cependant peu à la Cour et préfère se consacrer à sa passion, la chasse, en forêt de Charnie. Elle a fait l'objet de légendes mettant en scène sa cruauté. 
On dit que son spectre, celui de la "Dame verte", hantait les murs du château du Rocher à Mézangers, propriété de la famille de Bouillé à partir de 1624.
D'après la légende, le Château du Rocher serait le cadre d'apparitions régulières d'une belle dame habillée de vert. Il s'agirait d'Éléonore de Bouillé, duchesse du Lude, qui reviendrait périodiquement visiter son domaine. De son vivant, elle avait été une belle femme, chasseresse impénitente, au point d'avoir un jour pénétré à cheval et avec ses chiens dans la chapelle de l'abbaye d'Étival-en-Charnie, ce qui lui vaudrait peut-être cet éternel purgatoire…
Voici ce qu'en dit l'Abbé Angot : 
« La Dame verte, comme les Dames blanches qu'on connaît ailleurs, préside aux destinées du château, montrant par des manifestations mystérieuses l'intérêt qu'elle prend aux évènements de la famille qui l'habite. »
La commune de Mézangers a donné le nom de « La Dame verte » à la rue qui mène au château.

## Source
« René de Bouillé (gouverneur) », dans Alphonse-Victor Angot et Ferdinand Gaugain, Dictionnaire historique, topographique et biographique de la Mayenne, Laval, A. Goupil, 1900-1910 [détail des éditions] (BNF 34106789, présentation en ligne)